# Ivan Nilsson (skulptör)
Ivan Albert Nilsson, född 5 juni 1898 i Malmö, död okänt år, var en svensk målare och skulptör. 
Han var son till husägaren Jöns Nilsson och hans hustru Josefina och från 1938 gift med Ditte Andersen. Nilsson studerade för Aksel Jørgensen i Köpenhamn och under studieresor till bland annat Nederländerna, Italien, Tyskland och Frankrike. Han medverkade i utställningar med den danska konstnärsgruppen Koloristerna och i Den frie Udstillingsbygning i Köpenhamn 1938-1944. Hans konst består av figurkompositioner i form av målningar och mindre skulpturer. 